# Орфэ, Эльвира
Эльвира Аманда Орфэ (исп. Elvira Amanda Orphée, 29 мая 1922, Сан-Мигель-де-Тукуман — 26 апреля 2018) — аргентинская писательница.

## Биография
Эльвира Орфэ родилась в Сан-Мигель-де-Тукуман. Её отец был химиком греческого происхождения, а мать — учительницей. Эльвира часто болела в детстве; рано научилась писать. После обучения в монастырской школе она уехала в шестнадцать лет в Буэнос-Айрес после смерти матери. Изучала литературу в Университете Буэнос-Айреса и Сорбонне в Париже. Орфэ жила во Франции, Италии, Испании и Венесуэле. Она вышла замуж за художника Мигеля Окампо, племянника Виктории Окампо, в Париже, но развелась с ним после того, как вернулась в Аргентину. Свой первый роман Dos veranos (Два лета) она опубликовала в 1956 году.
Орфэ публиковала рассказы и статьи в различных изданиях, таких как El Tiempo, Revista de Occidente, Asomante, Cuadernos, Razon и Zona Franca e Imagen.
В 1988 году она была удостоена стипендии Гуггенхайма в области творческих искусств.

## Избранные труды[5][6]
- Uno, роман (1961), Почётное упоминание в литературном конкурсе Fahril Editorial
- Aire tan dulce (Воздух так сладок), роман (1966), вторая премия муниципалитета Буэнос-Айреса
- En el fondo, роман (1969), первая премия муниципалитета Буэнос-Айреса
- La última conquista de El Ángel (Последнее завоевание Эль Анхеля) (1984)
- La muerte y los desencuentros (Смерть и ошибки), роман (1990), получил Региональную премию
- Ciego del cielo (Слепой с небес), рассказы (1991)